# Центр евтаназії Зонненштейна

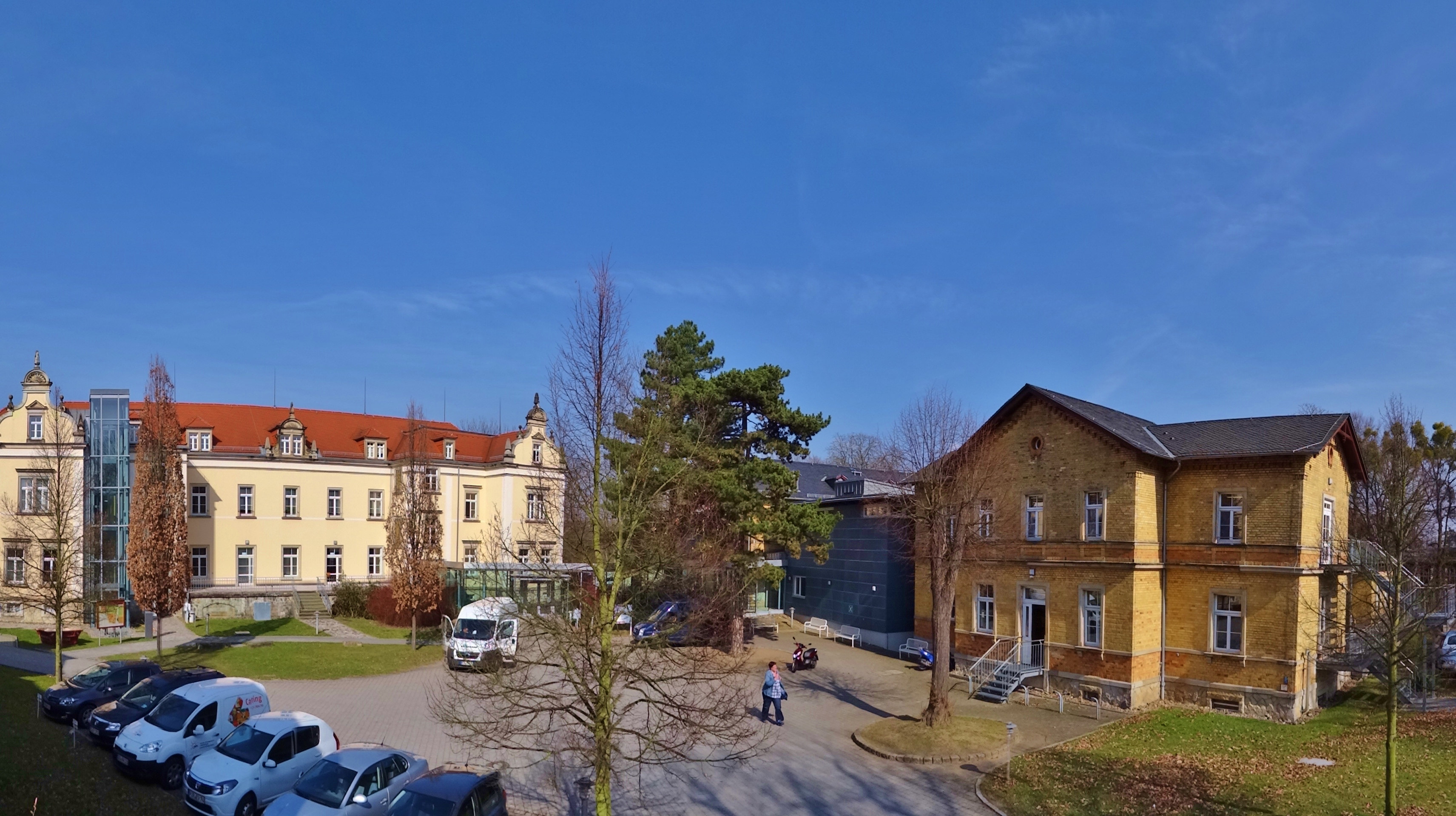
Будинок 16 (ліворуч), замок Зонненштейн, як меморіал

Клініка евтаназії Зонненштейн ( нім. NS-Tötungsanstalt Sonnenstein; буквально «Націонал-соціалістичний центр убивств Зонненштайн») — нацистський центр вбивств, розташований у колишній фортеці замку Зонненштайн поблизу Пірни у східній Німеччині, де в 1811 році була заснована лікарня.
У 1940 і 1941 роках цей заклад використовувався німецькими нацистами для вбивства близько 15 000 людей під евфемізмом «евтаназія».  Більшість постраждалих мали психічні розлади або інтелектуальну недостатність, але серед них були й в'язні концтаборів. Зонненштейн був одним із шести центрів масових вбивств, створених після початку Другої світової війни в рамках загальнонаціональної, централізовано координованої та здебільшого таємної програми «Дія T4», спрямованої на «знищення життя, яке не варте життя» (Vernichtung lebensunwerten Lebens) або вбивство того, що нацисти називали «мертвим вантажем створення» (Ballastexistenzen).
Ці вбивства в Зоннештайні та інших місцях стали частиною організаційної та технічної підготовки до Голокосту, а багато співробітників Aktion T4 виконували важливу роль в операції Reinhard .  Метод вбивства в'язнів газом був прийнятий в Освенцімі та інших таборах смерті .
Сьогодні пам’ять жертв цих злочинів вшановують у Меморіалі Пірна-Зонненштайн.

## Рання історія
Колишнє замчище та фортецю було перетворено в 1811 році на інститут для   пацієнтів що мають психічні розлади, які були оцінені як виліковні. Вона мала добру репутацію завдяки своїй концепції психіатричної реформи. Лікарем загальної практики та першим директором цієї лікарні був Ернст Готлоб Пініц. Між 1855 і 1914 роками інститут був розширений. З 1922 по 1939 рік Національний коледж медсестер (Pflegerschule) був переведений до Зонненштейна.
У 1928 році Герман Пауль Нітше був призначений директором психіатричного закладу Зонненштейна (Heilanstalt Sonnenstein), який тепер перевищив 700 пацієнтів. За його правління клініка почала систематично відправляти людей з хронічними психічними розладами на смерть. Як прихильник «расової гігієни» та евтаназії, він проводив примусову стерилізацію, сумнівні медичні процедури та нормування їжі пацієнтів зі «спадковими» захворюваннями. Восени 1939 року інститут було закрито для громадськості згідно з указом міністра внутрішніх справ Саксонії та перепрофільовано під військовий госпіталь і табір для переселенців.

## Систематичне вбивство пацієнтів

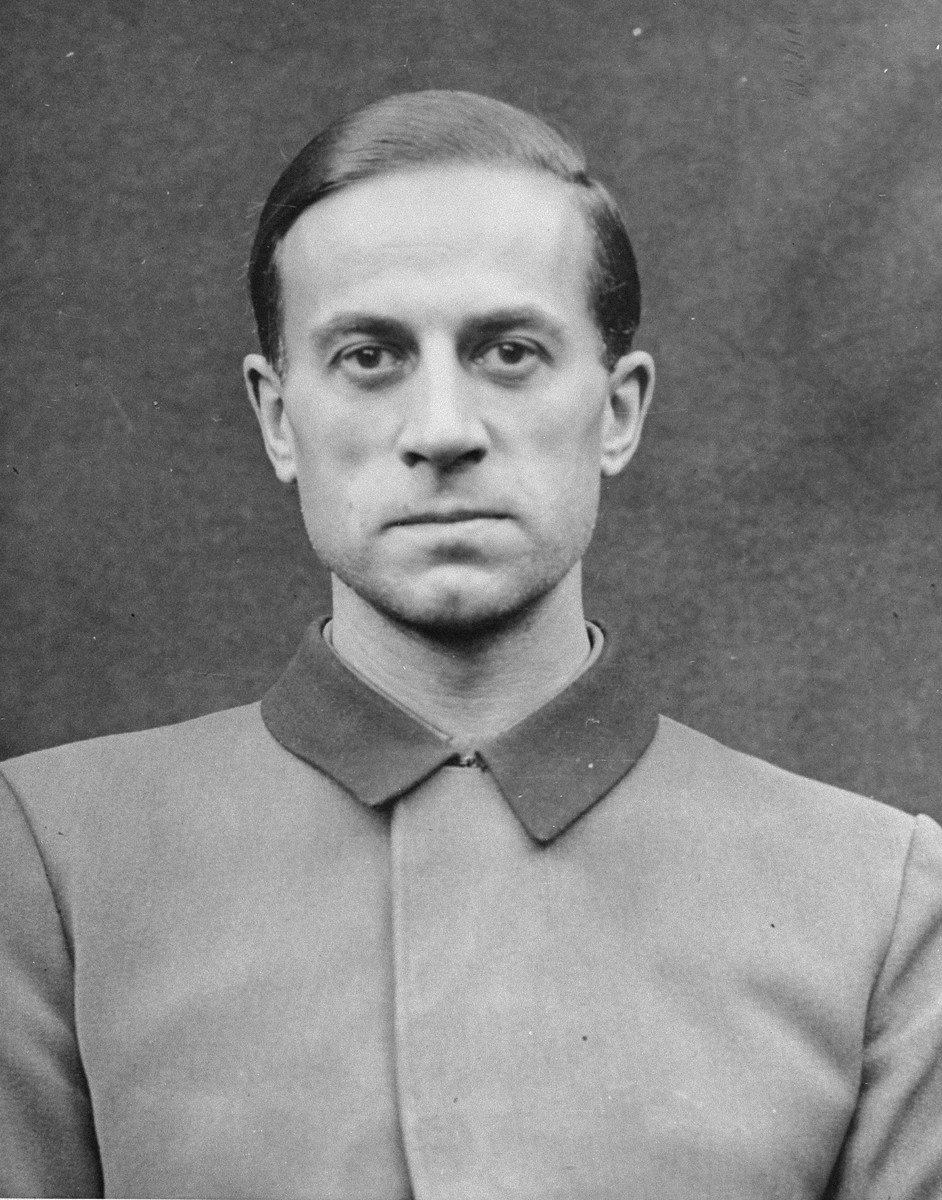
Карл Брандт, особистий лікар Гітлера та організатор Акції Т4

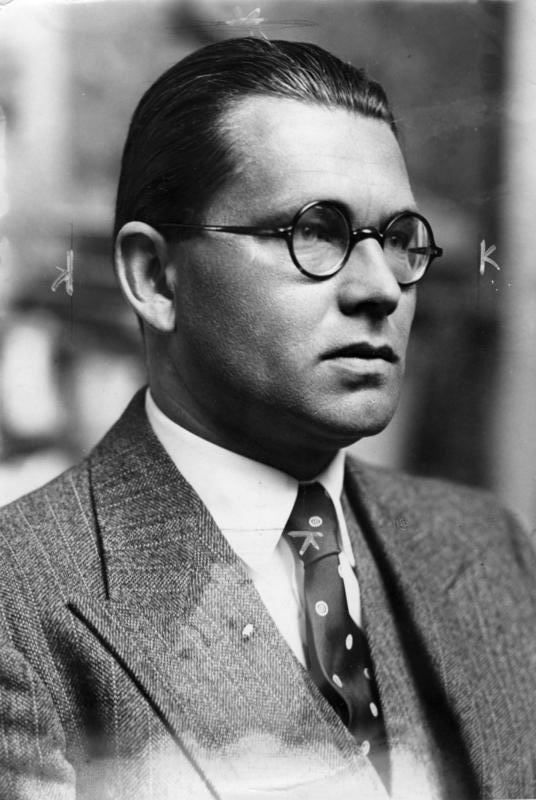
Філіп Булер, керівник програми Т4

У рамках програми, пізніше відомої як «Дія T4», у 1940 і 1941 роках по всьому Німецькому Рейху було створено шість центрів убивства під керівництвом відділень нацистської партії, під наглядом спеціально створеного центру управління програмою знищення, заснованого на Tiergartenstraße 4 у Берліні. Ці інститути були відповідальними за умертвлення газом 70 000 осіб з психічними розладами та пацієнтів з розумовою відсталістю з психіатричних установ, будинків для людей похилого віку та лікарень. Одна з таких клінік знищення була розташована в Пірна-Зонненштайні під керівництвом лікаря Горста Шумана. Його наступниками стали Курт Борм (кодове ім’я «Доктор Шторм»), Клаус Ендрувейт (кодове ім’я «Доктор Бадер»), Курт Шмаленбах (кодове ім’я «Доктор Палм») та Евальд Вортманн (кодове ім’я «Доктор Фріде»).
Навесні 1940 року берлінський відділ евтаназії створив центр убивств на відгородженій території інституту. У підвалі будівлі лікарні – Будинок C 16 – було встановлено газову камеру та прибудовано крематорій. Комплекс із чотирьох будівель був оточений стіною з боків, що виходили на річку Ельбу, і автостоянку – яка все ще на місці сьогодні. З решти сторін була зведена висока дощата огорожа, щоб приховати те, що відбувається всередині.
Наприкінці червня 1940 року розпочав свою діяльність Інститут знищення. Всього в 1940-1941 роках тут працювало близько 100 осіб: лікарні, медсестри, водії, санітарії, службовці та поліція. Кілька разів на тиждень доставляли автобуси з психіатричних лікарень і будинків для престарілих до Зонненштейна. Пройшовши вхідні ворота інституту, які охоронялися нарядом поліції, потерпілих доставляли на перший поверх блоку C 16, де санітари розділяли їх на приймальні для чоловіків і жінок. В іншій кімнаті їх по черзі представили двом лікарям інституту, які потім фальсифікували причину смерті для подальшого оформлення свідчення про смерть.
Після «огляду» постраждалим доводилось роздягатися в іншій кімнаті під наглядом медсестер і санітарок. Групи по 20-30 чоловік спускали в підвал під приводом того, що їм треба йти в душ. Там їх заводили в газову камеру, обладнану як душова з кількома душовими насадками на стелі. Потім співробітники закривали сталеві двері в газову камеру. Лікар інституту спускався, що б відкрити вентиль балона з чадним газом і спостерігав за процесом смерті, який, залежно від комплекції та витривалості, тривав від 20 до 30 хвилин.
Приблизно через 20 хвилин газ було випущено, а трупи зібрані з газової камери «кочегарами» та кремовані у двох коксових печах, поставлених фірмою Корі з Берліна. Перед кремацією відібраних пацієнтів лікар препарував і видаляв золоті зуби. Прах загиблих викидали на сміттєзвалище інституту або просто вночі викидали лопатою на берег Ельби за будівлею.
Офіс реєстрації актів цивільного стану Зонненштейна ( Standesamt Sonnenstein ) надсилав родинам загиблих свідоцтво про смерть із сфальсифікованими причинами смерті та стандартний «листом співчуття». У Зонненштейні були вбиті чоловіки та жінки різного віку та навіть діти. Пацієнти, убиті в Зонненштейні, походили з усієї Саксонії, Тюрінгії, Сілезії, Східної Пруссії (наприклад, з провінційного психіатричного санаторію Кортау) і частини Баварії. До 24 серпня 1941 року, коли Адольф Гітлер, ймовірно, з внутрішньополітичних міркувань, видав наказ «Припинити евтаназію»,  загалом 13 720 людей з психічними розладами та розумовою відсталістю були убиті газом під час дії T4 у Пірна-Зонненштайні.

## Попередник «Остаточного рішення»
Крім того, влітку 1941 року понад тисячу в’язнів концтаборів було страчено в Пірна-Зонненштайні в рамках Акції Т-4 . У той час у таборах не було власних газових камер. Масштаби транспортування в'язнів до Зонненштейна досі не повністю відомі. Записи показують перевезення з концентраційних таборів Заксенгаузен, Бухенвальд і Освенцим. Масове вбивство газом майже 600 в’язнів концтабору Аушвіц наприкінці липня 1941 року ознаменувало перехід до нового виміру воєнних злочинів. 
У першій половині 1942 року були створені табори знищення для польських і європейських євреїв, особливо у Східній Польщі, в рамках операції «Рейнхард», яка мала змогу використати досвід, отриманий під час дії Action T4. Приблизно третина працівників центру вбивств Зонненштейна була направлена протягом 1942 і 1943 років до таборів смерті Белжець, Собібор і Треблінка.

## Намагання ліквідували сліди

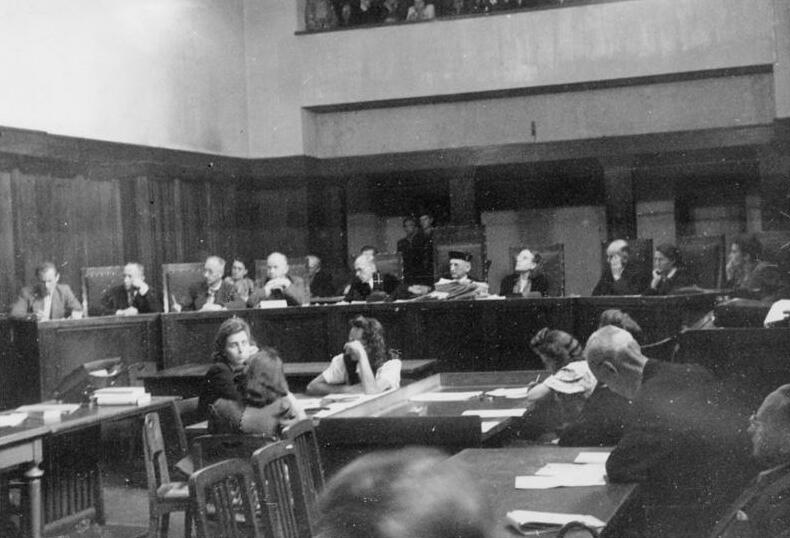
Зала суду присяжних у 1947 році під час Дрезденського суду над лікарями за злочини, скоєні в Зонненштейні

Улітку 1942 року центр масових вбивств у Зонненштейні був закритий, газову камеру та крематорій демонтували. Після завершення приховування слідів злочинів будівлю з кінця 1942 року почала використовувуватись вермахтом як військовий госпіталь. Під час Дрезденського процесу над лікарями влітку 1947 року кілька осіб, які взяли участь у вбивствах у Зонненштейні, постали перед судом. Дрезденський суд виніс чотири смертні вироки, серед яких був і Герман Пауль Нітше, який з весни 1940 року обіймав один із посад медичних директорів і відповідав за вбивства семи.
Після суду над лікарями в Пірні рідко згадували про скоєні злочини. За часів Східної Німеччини ця історія була   переважно приховуваною протягом чотирьох десятиліть. Велика фабрика була побудована на території Зонненштейна, яка була закрита від громадськості; фірма використовувала будівлі центру вбивств.

## Кількість жертв
Згідно зі збереженою внутрішньою статистикою Т4, у центрі вбивств Зонненштейн за 15 місяців з червня 1940 року по 1 вересня 1941 року в газовій камері було страчено загалом 13 720 осіб: 
| 1940 рік | 1940 рік | 1940 рік | 1940 рік | 1940 рік | 1940 рік | 1940 рік | 1941 рік | 1941 рік | 1941 рік | 1941 рік | 1941 рік | 1941 рік | 1941 рік | 1941 рік | Всього |
| черв     | лип      | серп     | вер      | жовт     | Листопад | груд     | січня    | лютий    | березень | квіт     | травня   | черв     | лип      | серп     | Всього |
| -------- | -------- | -------- | -------- | -------- | -------- | -------- | -------- | -------- | -------- | -------- | -------- | -------- | -------- | -------- | ------ |
| 10       | 1,116    | 1,221    | 1150     | 801      | 947      | 698      | 365      | 608      | 760      | 273      | 1330     | 1,297    | 2,537    | 607      | 13 720 |

Ці статистичні дані охоплюють лише першу фазу Акції T4, яка була завершена наказом Адольфа Гітлера 24 серпня 1941 року.  Після тимчасового припинення Акції T4 ще 1031 в'язень концентраційних таборів з Бухенвальду, Заксенгаузена та Освенцима були вбиті в Зонненштейні за програмою, відомою як «Акція 14f13». Однією з найвідоміших жертв була дрезденська художниця Ельфріда Лозе-Вехтлер. Подібним чином церковний повірений Мартін Гаугер, який походив з концтабору Бухенвальд, був убитий у Зонненштейні під Т-4.

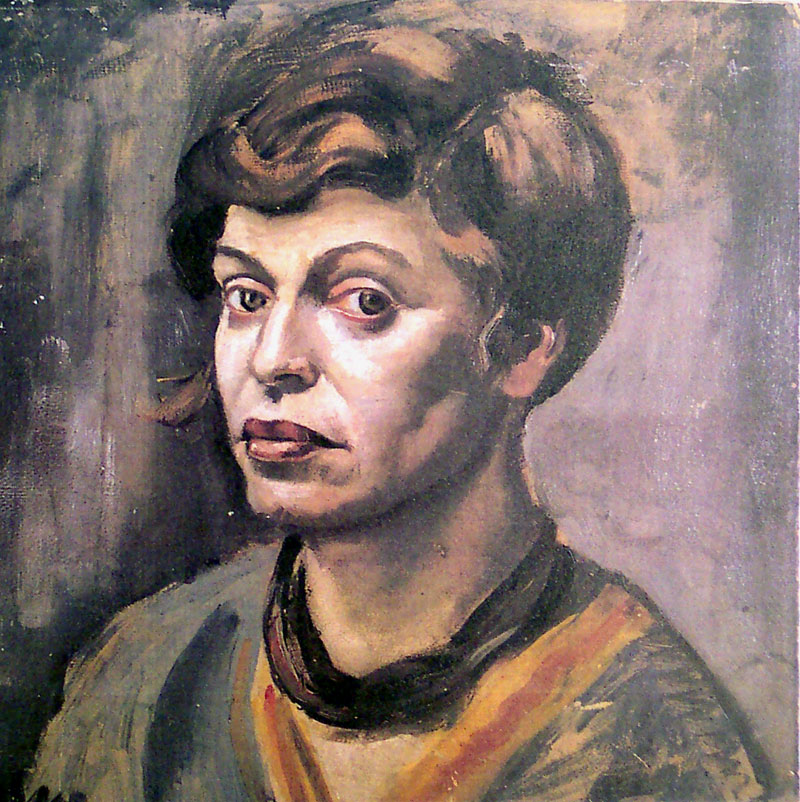
Автопортрет Ельфріди Лозе-Вехтлер, убитої в Зонненштейні

## Історія 1941-1989
Після закриття центру вбивств у 1941 році на цьому місці були засновані школа Адольфа Гітлера (Adolf-Hitler-Schule Gau Sachsen), школа управління Рейхом і військовий госпіталь Вермахту, які проіснували до 1945 року. Після закінчення Другої світової війни він став табором для біженців, карантинним табором для звільнених військовослужбовців вермахту, частиною контори ландрату та поліцейської школи. Вони залишалися до 1949 року, за винятком поліцейської школи, яка проіснувала до 1954 року.
З 1954 по 1991 роки велика частина території використовувалася виробником безперервнопоточних машин для будівництва авіаційних турбін. У 1977 році на території замку було створено районний реабілітаційний центр Пірни. У 1991 році це переросло в майстерню для людей з інвалідністю можливостями за підтримки благодійної організації робітників Arbeiterwohlfahrt.

## Меморіальний центр
Лише восени 1989 року історичні події цього місця увійшли в громадську свідомість. 1 вересня 1989 року, у 50-ту річницю початку нацистської програми знищення, була проведена невелика виставка про Акцію Т-4 історика Ґьотца Алі за ініціативою кількох жителів міста, зацікавлених у висвітленні цієї теми. Виставка викликала неабиякий інтерес громадськості. У результаті виникла ініціатива громадян щодо створення відповідного місця пам’яті жертв нацистських злочинів евтаназії в Зонненштейні. У червні 1991 року було створено товариство для цього місця, Kuratorium Gedenkstätte Sonnenstein.
На основі пошуків в архівах та археологічних досліджень, проведених з 1992 по 1994 рік, підвали, які використовувалися для знищення в Haus C 16, були реконструйовані в 1995 році та організовані як меморіальний центр (сьогодні будинок Schlosspark 11). Експозиція розташована на горищі цього ж будинку. Саксонський меморіальний фонд створив постійну виставку, щоб згадати жертв політичної тиранії та задокументувати злочини. Він був відкритий для публіки 9 червня 2000 року. 
Сьогодні це місце є частиною меморіалу, відомого як «Vergangenheit ist Gegenwart» («Минуле — це сьогодення»), створеного берлінським художником Хайке Понвіц. На всіх дошках зображено мотив фортеці Зонненштайн за картиною придворного художника Саксонії Бернардо Беллотто (1721-1780). Кожна дошка присвячена темі, пов’язаній із військовими злочинами нацистської евтаназії, наприклад, колективний транспорт, лист співчуття, особливий режим або ванна кімната.
Проект є результатом конкурсу на встановлення меморіалу 15 000 жертв Зонненштейна.

## Зовнішні посилання
- Меморіальний комплекс Пірна-Зонненштайн
- Військові злочини щодо евтаназії в Зонненштейні в Пірні
- Kuratorium Gedenkstätte Sonnenstein eV
- Мистецький проект Denkzeichen
- Художня біографія Ельфріди Лозе-Вехтлер

50°57′41″ пн. ш. 13°57′03″ сх. д. / 50.961498° пн. ш. 13.950943° сх. д.